# IC 1261-1
IC 1261-1 — галактика типу E-S0 (еліптична спіральна галактика) у сузір'ї Дракон.
Цей об'єкт міститься в оригінальній редакції індексного каталогу.